# Neotheronia columbiensis
Neotheronia columbiensis är en stekelart som beskrevs av Krieger 1905. Neotheronia columbiensis ingår i släktet Neotheronia och familjen brokparasitsteklar. Inga underarter finns listade i Catalogue of Life.